# Збірна Індонезії з футболу
Збірна Індонезії з футболу (індонез. Tim nasional sepak bola Indonesia) — представляє Індонезію на міжнародних футбольних змаганнях. Контролюється Футбольною асоціацією Індонезії (PSSI). 
Станом на 3 квітня 2025 посідає 123-e місце у рейтингу футбольних збірних світу. Незважаючи на те, що країна є однією з найбільших у світі за розміром території та кількістю населення, збірна не входить до числа провідних команд АФК. У Південно-Східної Азії збірна котується високо, поряд зі збірними Таїланду, В'єтнаму і Сингапуру. Домашні матчі збірна грає на Бунге Карно Стедіум, розташованому в Джакарті.

## Історія
Індонезія (під ім'ям «Голландська Ост-Індія») стала першою азійською збірною, що взяла участь в чемпіонаті світу у 1938 році. В 1/8 фіналу Індонезія програла 0:6 майбутнім фіналістам - Угорщині. Ця гра залишається єдиною для Індонезії в фінальній стадії чемпіонату світу.
У 1957 році збірна, вже під сучасною назвою, взяла участь у першому відбірному турнірі в азійській зоні. У першому раунді була обіграна збірна Китаю, але Індонезія з політичних мотивів відмовилася від подальших ігор з Ізраїлем. Потім, через політичну нестабільність в країні, збірна тривалий період не брала участь у відбіркових матчах світової першості. Наступним чемпіонатом світу, в якому вона взяла участь, був відбірковий турнір чемпіонату світу 1974.
Першим Кубком Азії, в якому взяла участь Індонезія, був розіграш 1996 року в ОАЕ. У першому раунді було набрано одне очко (нічия з Кувейтом). Другий раз в Кубку Азії 2000, проведеному в Лівані, також було набрано одне очко в трьох іграх. У наступному розіграші 2004 року була здобута перша перемога - 2:1 над Катаром, - але й цього не вистачило для виходу з групи. У Кубку Азії 2007 Індонезія була однією з чотирьох країн-організаторів. У першому матчі був обіграний Бахрейн з рахунком 2:1, але в останніх двох матчах збірна зазнала поразки і не пройшла до чвертьфіналу, фінішувавши третьою в групі. Цей результат на сьогодні вважається найкращим виступом у Кубках Азії.
30 травня 2015 року виконком ФІФА призупинив членство Федерації футболу Індонезії, і збірна була відсторонена від відбіркових турнірів чемпіонату світу 2018 року і кубка Азії 2019 року. Членство федерації було відновлено 13 травня 2016 року.

## Виступи на міжнародних турнірах

### Чемпіонат світу
- 1930 — не брала участь
- 1934 — не брала участь
- 1938 — 1/8 фіналу (під ім'ям «Голландська Ост-Індія»)
- 1950 — дискваліфікована
- 1954 — не брала участь
- 1958 — дискваліфікована з відбіркового турніру
- 1962 — дискваліфікована
- 1966 — не брала участь
- 1970 — не брала участь
- З 1974 по 2010 — не пройшла кваліфікацію.

### Олімпійські ігри
- Мельбурн 1956 — чвертьфінал

### Кубок Азії
- З 1956 по 1964 — не брала участь
- 1968 — не пройшла кваліфікацію
- 1972 — не пройшла кваліфікацію
- 1976 — не пройшла кваліфікацію
- 1980 — не пройшла кваліфікацію
- 1984 — не пройшла кваліфікацію
- 1988 — не пройшла кваліфікацію
- 1992 — не пройшла кваліфікацію
- 1996 — груповий етап
- 2000 — груповий етап
- 2004 — груповий етап
- 2007 — груповий етап
- 2011 — не пройшла кваліфікацію

## Досягнення
- Південно-Східні Азійські Ігри (1987, 1991)